# مدرسه حجتیه (بروجرد)
مدرسه حجتیه یکی از آثار تاریخی شهر بروجرد است که قدمت آن به دوران قاجار بازمی‌گردد. این بنا در سال ۱۳۸۳ و با شماره ۱۱۲۶۰ به ثبت ملی رسید. بانی این مدرسه شخصی به نام «مولا اسداله بروجردی» بوده‌است که در این مدرسه تدریس و زندگی می‌کرده‌است. مولا اسداله بروجردی در شبستان شرقی این مدرسه دفن شده‌است. مدرسه حجتیه در مجاورت مسجد تاریخی حافظی قرار دارد.